# Térizidone
La térizidone est un antibiotique utilisé pour traiter la tuberculose.

## Usage médical
Il est notamment utilisé dans le traitement de la tuberculose multirésistante  lorsque les autres agents ne conviennent pas. Il est utilisé en association avec d’autres médicaments contre la tuberculose et la vitamine B6. Le médicament est généralement pris par voie orale pendant environ 2 ans.

## Mode d'action
Il agit en arrêtant la croissance bactérienne après avoir été décomposé en cyclosérine,.

## Effets secondaires
Les effets secondaires de ce médicament peuvent inclure des convulsions, des troubles de l'élocution, des troubles du sommeil, de la confusion ou de la dépression. On estime que les effets secondaires sont moindres que ceux du médicament similaire, la cyclosérine. Le médicament ne doit pas être utilisé chez les personnes souffrant de problèmes rénaux  importants.

## Histoire
Il n'est pas disponible aux États-Unis. Il figure sur la liste des médicaments essentiels de l'Organisation mondiale de la santé en tant qu'alternative à la cyclosérine.